# ماريو بارتي 2
ماريو بارتي 2 (بالإنجليزية: Mario Party 2)‏ (باليابانية: マリオパーティ2) ، هي لعبة فيديو إلكترونية من نوع احتفال، أنتجها شركة هادسن سوفت اليابانية ونشرها شركة نينتندو سنة 1999م، وتعمل حصراً لنظام نينتندو 64.